# Spoorlijn Drammen - Skien
De spoorlijn Drammen - Skien ook wel Vestfoldbanen genoemd is een Noorse spoorlijn tussen de stad Drammen gelegen in de provincie Buskerud en de plaats Skien gelegen in de provincie Telemark.

## Geschiedenis
Het traject Drammen - Larvik werd door Norges Statsbaner (NSB) met een spoorwijdte van 1067 mm op 13 oktober 1881 geopend. Het traject Larvik - Skien werd op 23 november 1882 geopend. Het traject werd als laatste tijdens de Tweede Wereldoorlog omgespoord tot normaalspoor (1435 mm). Dit werd in 1949 voltooid. Het traject sloot aan op de volgende lijnen:
- Vittingfossbanen
- Brevikbanen
- Bratsbergbanen

### Uitbreidingen
Bij de uitbreidingen worden de volgende trajecten met dubbelspoor uitgerust.
- Barkåker - Tønsberg, 7,7 km, waarin een tunnel Jarlsberg tunnel (1750 m), geopend 7 november 2011.

- (Holm) - Holmestrand - Nykirke. 13,4 km, waarin twee tunnels Ramberg tunnel (6400 m) en Gette tunnel (5450 m), geopend in 2016. Dit traject wordt geschikt voor 250 km/h.

- Larvik (Farriseidet) - Porsgrunn. 23 km, waarvan 14,5 km in de bergen met zeven tunnels (Martin Hill-tunnel (3670 m), Skillingsmyrtunnel (3810 m), Ønsåsentunnel (635 m), Big Mountain-tunnel (4680 m), Eidangertunnel (2080 m), Hovatunnel (170 m) en Askeklovatunnel (110 m)). Geopend in 2018.

Tot 2025 wordt er nog gewerkt aan de aanleg van dubbelspoor tussen Drammen en Kobbervikdalen en tussen Nykirke en Barkåker. Na afronding van die projecten zal het gehele tracé tussen Drammen en Porsgrunn dubbelspoor zijn. Daarmee zou de aanleg van Grenlandsbanen, tussen Porsgrunn en Vegårshei mogelijk worden. De treinen naar het zuiden zouden dan via Vestfoldbanen gaan rijden wat een uur tijdwinst kan opleveren.

### Ongeval
Op 15 februari 2012 ontspoorde om 10.30 uur een testtrein van het type BM 74 en botste hierbij tegen een rotswand bij Nykirke tussen Tønsberg en Holmestrand. Het treinstel bevond zich op de terugweg van Larvik naar Drammen. Bij dit ongeval werden 5 personen gewond (geen passagiers). Het treinstel de 74.105 werd zwaar beschadigd.

## Treindiensten
De Norges Statsbaner verzorgt het personenvervoer op dit traject met NSB Regiontog / RB treinen.
De treindienst wordt onder meer uitgevoerd met treinstellen van het type BM 69, het type BM 70, het type BM 72 en het type Y 1.
- RB 20: Skien - Drammen - Oslo S - Gardermoen - Lillehammer
- RB 52: Notodden - Porsgrunn

Er bestaan plannen in het begin van begin mei 2012 deze treindienst met treinen van het type BM 74 uit te voeren. Door een ongeval op 15 februari 2012 was deze inzet voor onbepaalde tijd uitgesteld.

## Aansluitingen
In de volgende plaatsen was of is er een aansluiting van de volgende spoorwegmaatschappijen:

### Drammen
- Bergensbanen, spoorlijn tussen Bergen en Oslo S
- Drammenbanen, spoorlijn tussen Drammen en Oslo S
- Sørlandsbanen, spoorlijn tussen Stavanger en Olslo S
- Randsfjordbanen, spoorlijn tussen Drammen en Randsfjord

### Holmestrand
- Vittingfossbanen, spoorlijn tussen Holmestrand en Hvittingfoss

### Tønsberg
Het Parlement besloot in 1910 om een spoor lus in Tønsberg te creëren, zodat treinen niet meer kop hoefden te maken. Gemeenschappelijke station en de lus werd geopend in een oktober 1915. Oktober 1915. Het gemeente bestuur Tønsberg gemeente besloot in de zomer van 2002 om de lus te verwijderen en rijden naar een omgekeerde rugzak rijden naar Kristiansand het station , wat betekent dat de treinen in en dan weer in de tegenovergestelde richting, in plaats van het rijden dwars door het station van gewone stations. De NSB geprotesteerd tegen deze beslissing en wees erop dat het veranderen van de rijrichting van de treinen ongeveer tien minuten meer reistijd gaat vergen.

### Eidanger
- Brevikbanen, spoorlijn tussen Eidanger en Brevik

### Eikonrød
- Bratsbergbanen, spoorlijn tussen Eikonrød en Nordagutu

## Afbeeldingen

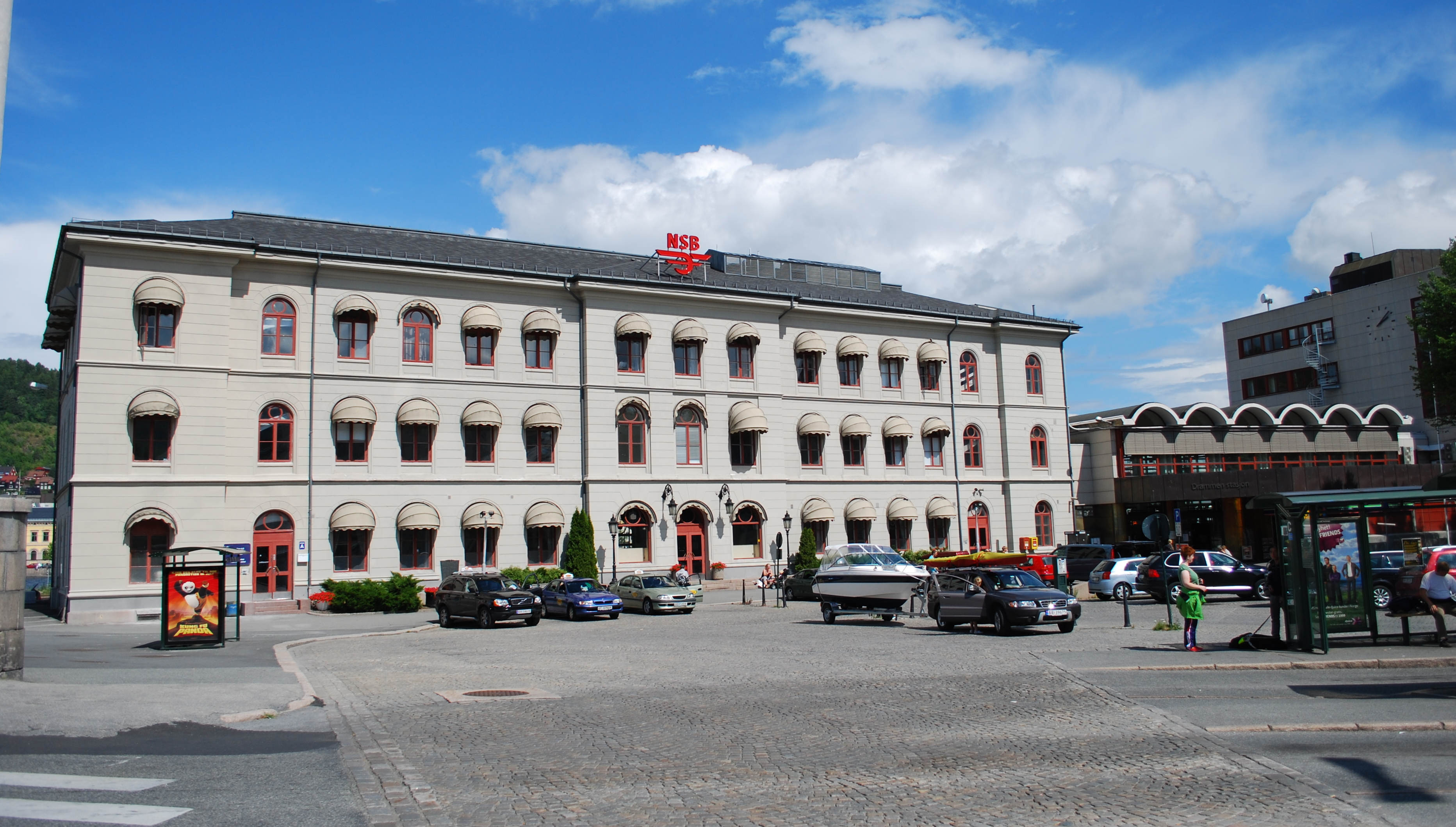
Station Drammen
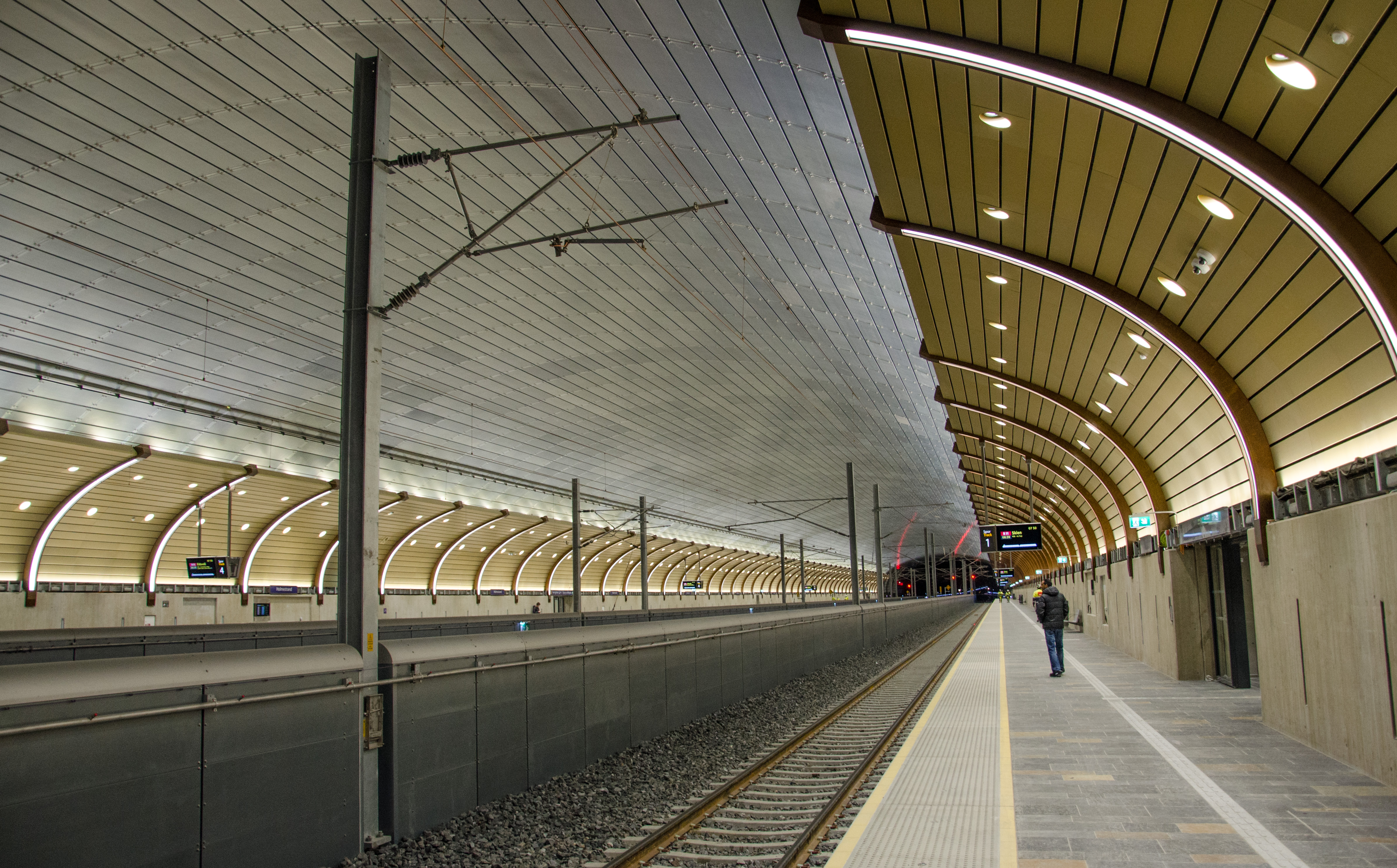
Station Holmestrand
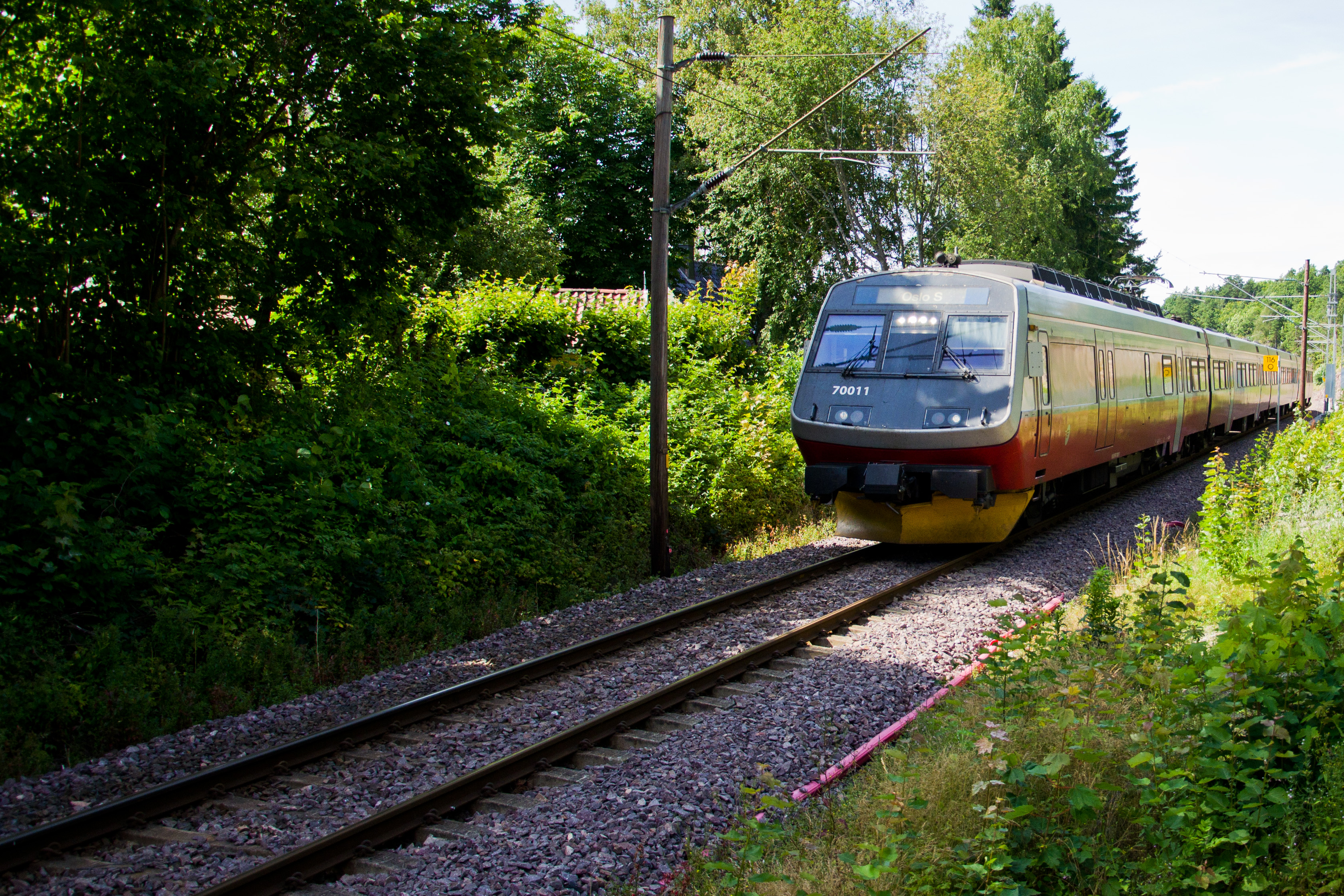
Bij Tønsberg
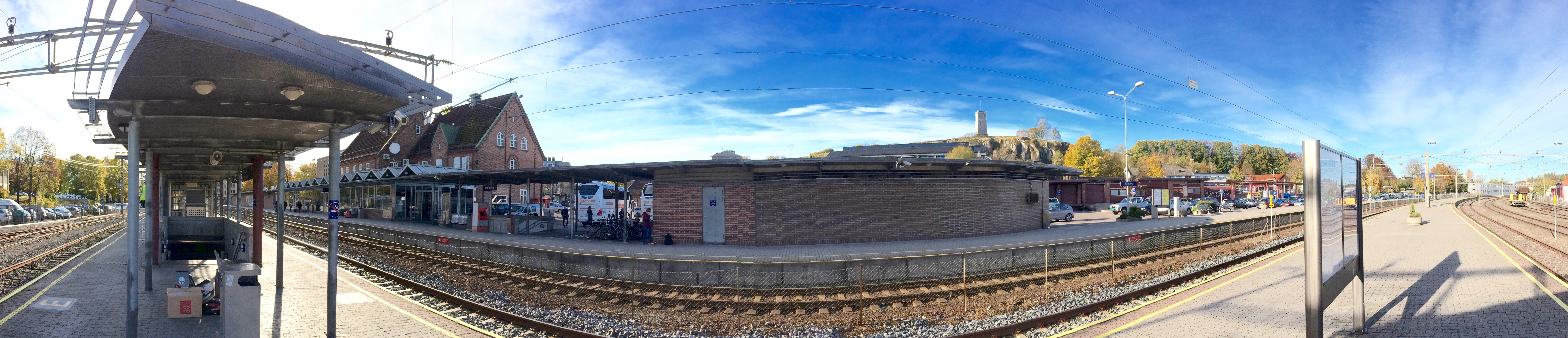
Station Tønsberg
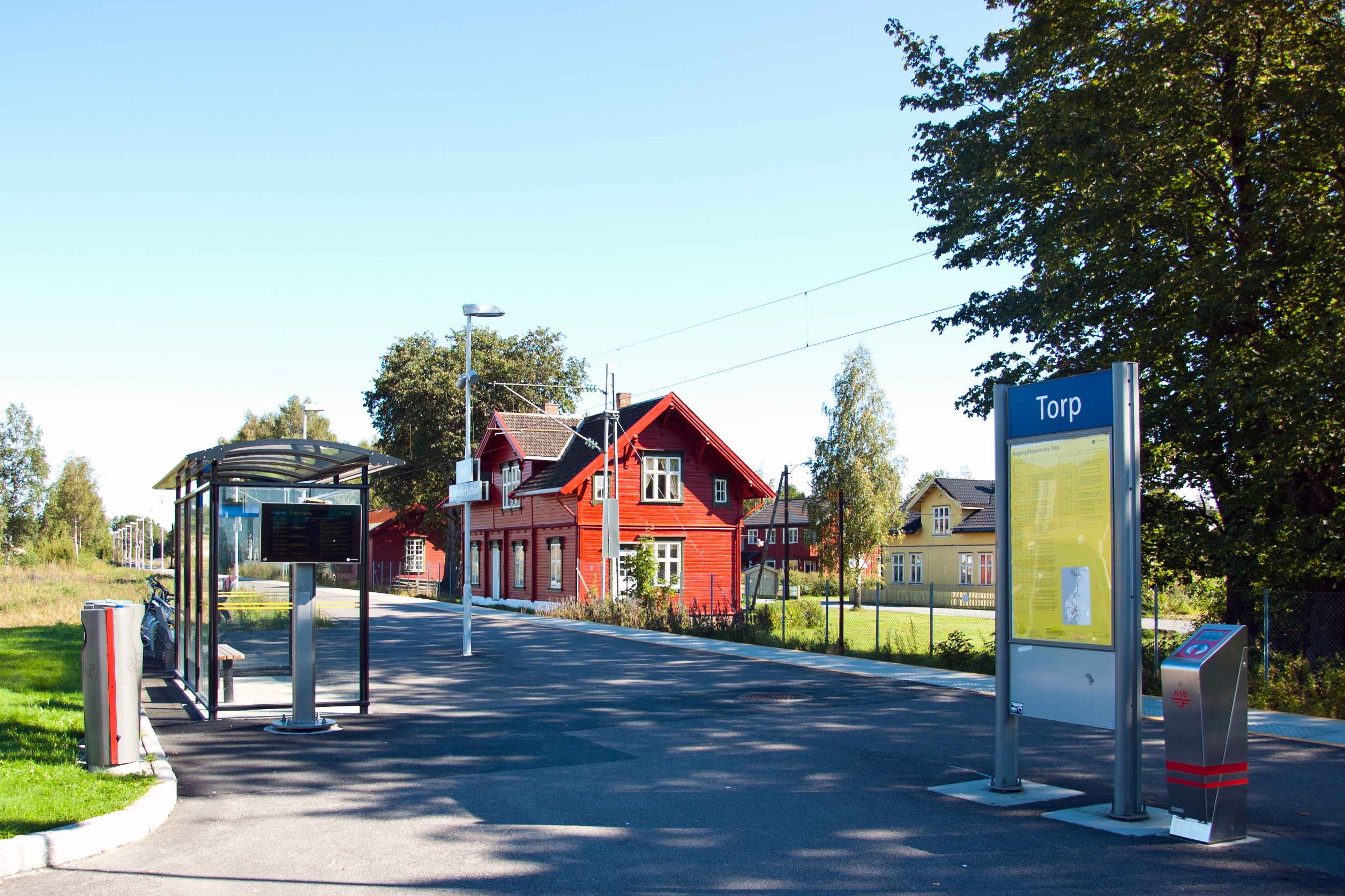
Station Torp
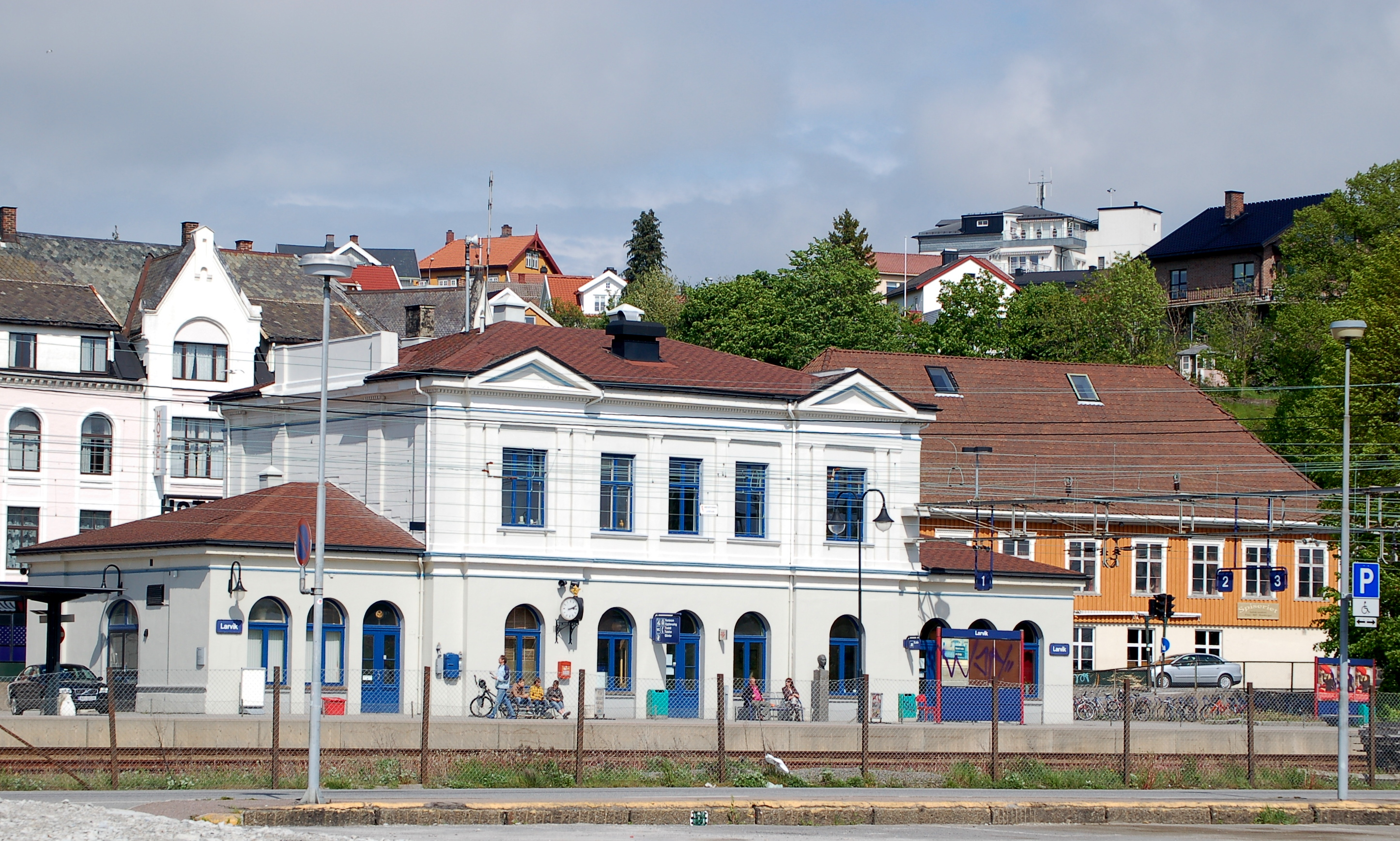
Station Larvik
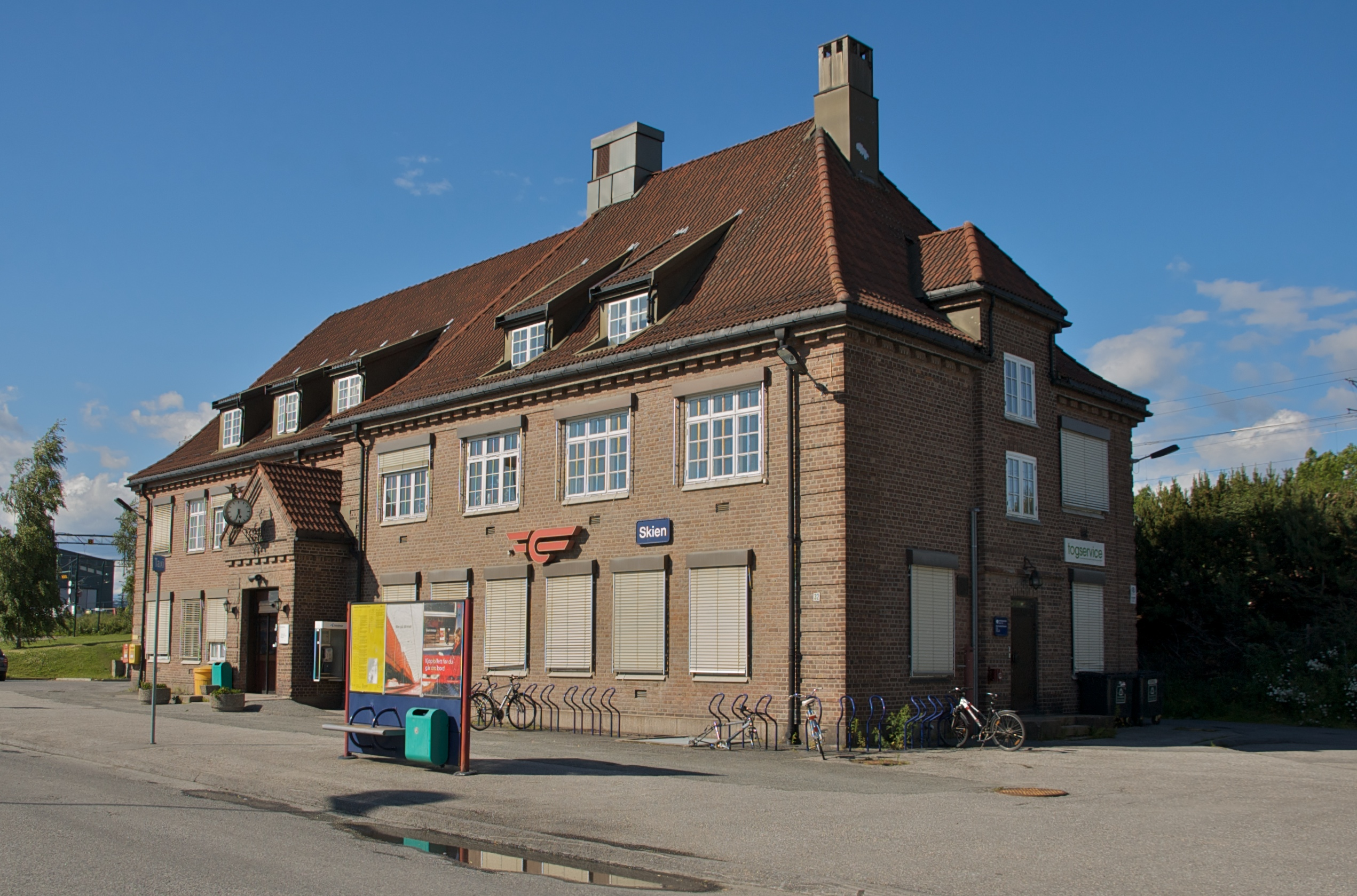
Station Skien